# 대월초등학교 (인천)
대월초등학교는 대한민국 인천광역시 강화군에 있는 공립 초등학교이다.

## 학교 연혁
- 1964. 03. 26 개교 (12학급) 인가
- 1982. 02. 08 북쪽 석축 공사 준공
- 1988. 11. 20 4개 교실 개축 준공
- 1990. 06. 29 도서벽지형 급식학교 지정
- 2000. 09. 29 환경교육시범학교 보고회(시교육청)
- 2002. 12. 16 향토애호교육 표창(교육감)
- 2003. 02. 28 교육활동 교육환경 우수학교(교육감)
- 2003. 12. 16 학교평가 우수교 표창(교육장)
- 2004. 09. 23 급식실 현대화 및 증축
- 2004. 09. 23 유치원 이전 및 실내 화장실 신축
- 2004. 12. 31 과학우수학교 표창(교육감)
- 2005. 12. 06 교육활동 영역별 우수학교 표창(교육감)
- 2007. 09. 01 제17대 조필기 교장 부임
- 2007. 09. 11 학교혁신 자율과제 우수학교 표창(교육감)
- 2007. 10. 30 다문화교육 정책연구학교 보고회(시교육청)
- 2008. 09. 01 과학실, 방과후교실, 현관, 교장실, 행정실 리모델링
- 2008. 10. 06 학교버스 운행
- 2008. 11. 30 도서관 증축
- 2009. 08. 30 교사(校舍) 리모델링
- 2009. 12. 02 학교교육활동(교육과정) 평가 최우수학교 표창(교육장)
- 2010. 01. 30 다목적강당(청솔관) 신축
- 2010. 11. 11 초등학교 100대 교육과정 우수학교 선정(인천광역시교육청)
- 2010. 12. 13 학생생활지도 특색사업 우수학교 선정(인천광역시 교육청)
- 2011. 03. 01 다문화교육 시범학교 운영 (인천광역시교육청 2년)
- 2011. 09. 01 제18대 조필기 초빙 교장 부임
- 2011. 11. 03 다문화교육 시범학교 운영 중간 보고회(인천광역시교육청)
- 2012. 11. 13 다문화교육 시범학교 운영 종결 보고회(인천광역시교육청)
- 2012. 11. 22 제21회 전국어린이 연극경연대회 동상 수상(한국연극협회)
- 2012. 12. 05 다문화교육 우수사례 공모전 우수(교육감상)
- 2012. 12. 28 기초학력보장 우수학교 선정(인천광역시교육청)
- 2014. 03. 01 다문화교육 중심․중점학교 운영(인천광역시교육청)
- 2015. 02. 13 제51회 졸업식(17명 졸업, 누계 2,960명)
- 2015. 03. 01 초등 7학급(도움반 1학급 포함), 유치원 1학급 편성

## 참고 자료
- 대월초등학교 - 한국교육학술정보원 학교알리미